# Kyrnberger Wald
Der Kyrnberger Wald ist ein zwischen Perschling und Michelbach liegendes Waldgebiet in Niederösterreich bei Pyhra mit einer Fläche von ca. 11 km².
Der ehemals zum Jagdgut Kyrnberg gehörende Wald erstreckt sich von diesem nach Süden und Osten bis nach Zell. Beim Taferlkreuz,  einem gemauerten Marterl im Wald bei Heuberg, soll einst die Stadt Kyrnberg gelegen sein, die der Sage nach im Dreißigjährigen Krieg von den Schweden zerstört worden sein soll. Tatsächlich fand man im Jahr 1899 im Zuge einer Durchforstung des Waldes einige noch gut erhaltene Brunnen, die belegen, dass hier einmal Häuser standen. Heute führt im Norden die II. Wiener Hochquellenwasserleitung durch den Wald und im Jagdgut ist eine Landwirtschaftsschule eingerichtet.